# یاروسلاو بوچک
یاروسلاو بوچک (چکی: Jaroslav Bouček؛ ۱۳ نوامبر ۱۹۱۲ – ۱۰ اکتبر ۱۹۸۷) یک بازیکن فوتبال اهل جمهوری چک بود.

## باشگاهی
از باشگاه‌هایی که در آن بازی کرده‌است می‌توان به باشگاه فوتبال ویکتوریا پلزن، رن، باشگاه فوتبال اسپارتا پراگ اشاره کرد.

## تیم ملی
وی سابقه ۳۱ بازی برای تیم ملی فوتبال چکسلواکی را در کارنامه دارد.